# Avantage (film)
Pour les articles homonymes, voir Avantage.
Pour plus de détails, voir Fiche technique et Distribution.
Avantage (en bulgare : Авантаж, Avantaj) est un film bulgare réalisé par Guéorgui Dioulguérov, sorti en 1977.

## Fiche technique
- Titre : Avantage
- Titre original : Авантаж (Avantaj)
- Réalisation : Guéorgui Dioulguérov
- Scénario : Guéorgui Dioulguérov et Roussi Tchanev (en)
- Photographie : Radoslav Spassov (bg)
- Musique : Bojidar Petkov (de)
- Pays d'origine : Bulgarie
- Format : Couleurs - Mono
- Genre : drame
- Durée : 138 minutes
- Date de sortie : 1977

## Distribution
- Roussi Tchanev (en) : Petela
- Plamen Dontchev : Guertchev
- Maria Statoulova (bg) : Roumiana
- Plamena Getova (de) : Jela
- Radosveta Vassileva (bg) : Outchitelkata
- Dimitar Ganev (bg) : Lioubo
- Velio Goranov (bg) : Palikamara

## Récompense
- Ours d'argent du meilleur réalisateur lors de la Berlinale 1978.